# Соболєв Єгор Вікторович
Єго́р Ві́кторович Со́болєв (нар. 26 лютого 1977, Краснодар, РФСР) — український журналіст, політик, програміст.

## Життєпис

### Ранні роки
Народився 26 лютого 1977 року у Краснодарі. При народженні мав прізвище Зімін, як у батька Анатолія, який був хірургом із Чорнобиля. Коли Єгору був 1 рік, батько загинув, а мати Олена (перекладачка з англійської) переїхала до Донецька. Там Єгор закінчив початкову школу.
Після того, як мати удруге одружилася, Єгор змінив прізвище і по батькові, вітчимом став столяр Віктор Соболєв. Після Чорнобильської катастрофи родина виїхала на Сахалін до міста Чехов. Там Соболєв закінчив середню школу. У старших класах почав захоплюватися археологією.
1993 року вступив на історичний факультет Південносахалінського педагогічного інституту, 1995 року покинув навчання та переїхав до бабусі в Україну, де почав працювати.

### Журналістика
У 1995 році працював спочатку рекламним агентом, а потім кореспондентом газети «Феміда-прес» у Донецьку. 1995—1996 — ведучий програми «Економічний тиждень» на донецькому телеканалі «7х7».У 1996 році переїхав до Києва, був кореспондентом відділу фінансів газети «City». У 1997—1998 — економічний оглядач газети «Київські відомості».
У січні 1998 року був запрошений економічним журналістом Коломійцем до ділового інформаційного агентства Українські новини, де працював економічним кореспондентом, згодом шеф-кореспондентом. Після самогубства Коломійця 2002 року звільнився та почав працювати незалежним журналістом.
З грудня 2003 року був політичним журналістом-дописувачем газети Дзеркало тижня та журналу Кореспондент. Улітку 2004 року був обраний головою Київської незалежної медіа-профспілки. Профспілка змогла ініціювати протести проти цензури на центральних телеканалах, які отримали назву «журналістська революція».
2004 року отримав українське громадянство.
Під час президентських виборів 2004 року на прохання 5 каналу висвітлював як незалежний журналіст роботу штабу Януковича, куди репортерів каналу відмовилися допускати. У січні 2005 року був запрошений шеф-редактором Андрієм Шевченком на «5 канал», де пропрацював до 1 лютого 2008 року.
У 2006 році — організатор курсів для журналістських факультетів у 6 університетах про методи цензури і способи їй протидіяти. У 2007-му запустив кампанію проти замовних теленовин серед телеведучих та тележурналістів «Не продаємося».
Спочатку був спеціальним кореспондентом, потім співавтором програми «Час: важливо», створив авторську телепрограму «Чи на п'ять?». Із січня 2007 року став одним із двох ведучих найпопулярнішої на каналі телепрограми Час. Упродовж року мав серйозні суперечки з власником каналу Порошенком через спроби останнього заборонити висвітлювати частину важливих тем, зокрема конфлікти всередині пропрезидентського блоку НУНС, підкуп виборців Блоком Литвина, звільнення ведучого каналу Ігоря Слісаренка.
2007 року був одним з авторів профільного видання «TELECITY».
1 жовтня 2007 року після обговорення в програмі «Час» рекордної за розміром роздачі землі Київрадою Леоніда Черновецького власник 5 каналу Петро Порошенко порадив Соболєву шукати іншу роботу. У січні 2008 року програму було закрито і відновлено лише після того, як Соболєв звільнився з каналу.
У березні 2008 року Соболєв прийняв пропозицію видавництва «Економіка» очолити портал delo.ua на період його реформування. 3 липня 2008-го Соболєв був призначений головним редактором ТРК «Новини» телевізійної групи Україна, яка належить групі Систем кепітал менеджмент донецького мільярдера Ахметова. Пробув на цій посаді тільки 2 години і того ж дня менеджмент ТРК «Україна» без пояснень розірвав із ним контракт.
У серпні 2008-го Соболєв започаткував «Бюро журналістських розслідувань „Свідомо“», яке стало проводити розслідування для місцевих газет, сконцентрувавшись на проблемах, які можуть бути вирішені лише центральною владою, зокрема це проблеми освіти, охорони здоров'я та оборони. У 2010 році розслідування бюро передплачували 52 газети. Окрім передплатників, діяльність бюро фінансувалася грантами Міжнародного фонду «Відродження» та проєкту «Ю-медіа». У 2011 році Соболєв створив громадську організацію «Громадянська служба „Свідомо“», яка допомагала людям вирішувати проблеми, що розслідує бюро «Свідомо».
У 2010—2012 роках — співорганізатор низки громадських кампаній у Києві проти нищення історичної книгарні «Сяйво», проти забудов парків та скверів; проти продовження повноважень Київради Конституційним судом.

## Громадсько-політична діяльність

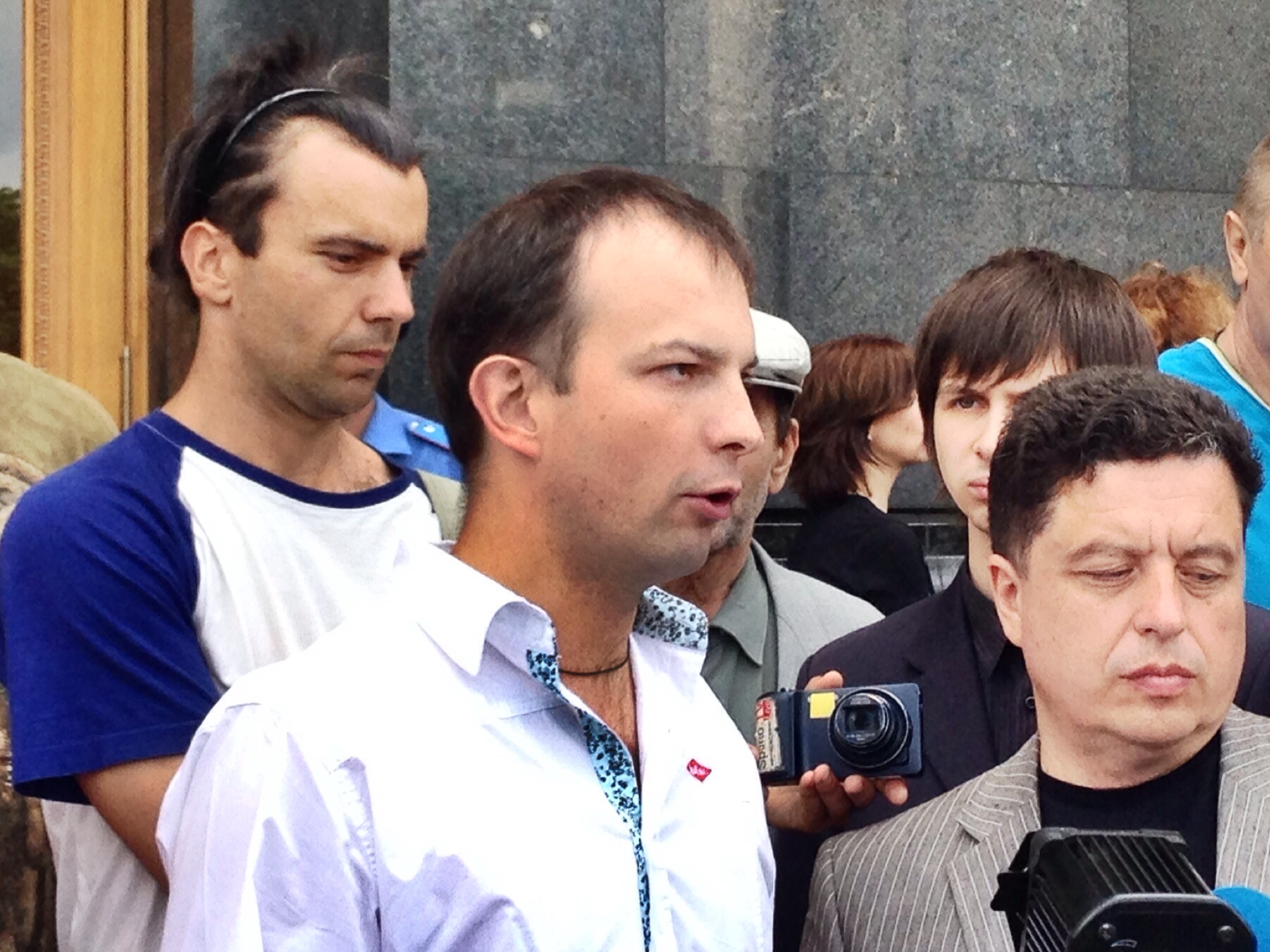
Соболєв біля адміністрації президента під час мітингу-звернення до Порошенка ініціювати люстрацію, 13 червня 2014

### Євромайдан
У липні 2013 року Соболєв оголосив про завершення журналістської кар'єри та перехід в політику.У червні 2013-го став одним із творців нової політичної ініціативи «Воля», яка мала на меті об'єднати громадських активістів. Став одним з ініціаторів студентського Євромайдану, був його денним комендантом. Після розгону Євромайдану вночі 30 листопада 2013 року став одним з членів Ради Майдану, яку сформували лідери тодішніх опозиційних партій разом з громадськими активістами для координації дій.
Коли Євромайдан переміг, при формуванні нового уряду 26 лютого 2014 року було оголошено про створення в його складі Люстраційного комітету, який Соболєву запропонували очолити. В березні Єгор Соболєв запропонував уряду три варіанти створення люстраційного комітету, проте Арсеній Яценюк, який очолив уряд, не підтримав жоден з варіантів творення комітету як урядової установи. Тому спільно з активістами і волонтерами він зосередився на громадському контролі за новими кадровими призначеннями, зокрема проведенні відкритих конкурсів на державні посади й роботі з написання законодавства про люстрацію[джерело?].

### Люстраційне законодавство
У квітні 2014 року було ухвалено перший люстраційний Закон України «Про відновлення довіри до судової влади в Україні», який звільняв Вищу раду юстиції, голів судів та передавав суддям право обрати нових. Також закон вимагав люстрації суддів, що санкціювали терор Майдану.
Головним люстраційним законом став Закон України «Про очищення влади». Робота над проєктом закону почалася в березні 2014, до процесу було залучено понад 100 українських та закордонних експертів, правознавців, громадських активістів, представників ЗМІ, бізнесу та влади в Україні. Завдяки фонду «Відкритий діалог» в Україні були залучені автори люстрації в Польщі та Чехії.
В червні Єгор Соболєв передав напрацьований законопроєкт до Адміністрації Президента Порошенка, щоб той подав його на розгляд Верховної Ради. Але оскільки Президент ніяк не реагував, почав збирати людей на акції під стіни Верховної Ради. Завдяки цим мітингам вдалося добитися внесення законопроєкту «Про очищення влади» до порядку денного і на розгляд Верховної Ради. Закон був прийнятий Верховною Радою України 16 вересня, підписаний Президентом України Петром Порошенком 9 жовтня і набув чинності 16 жовтня 2014 року.

## Верховна рада VIII скл

### Антикорупційне законодавство

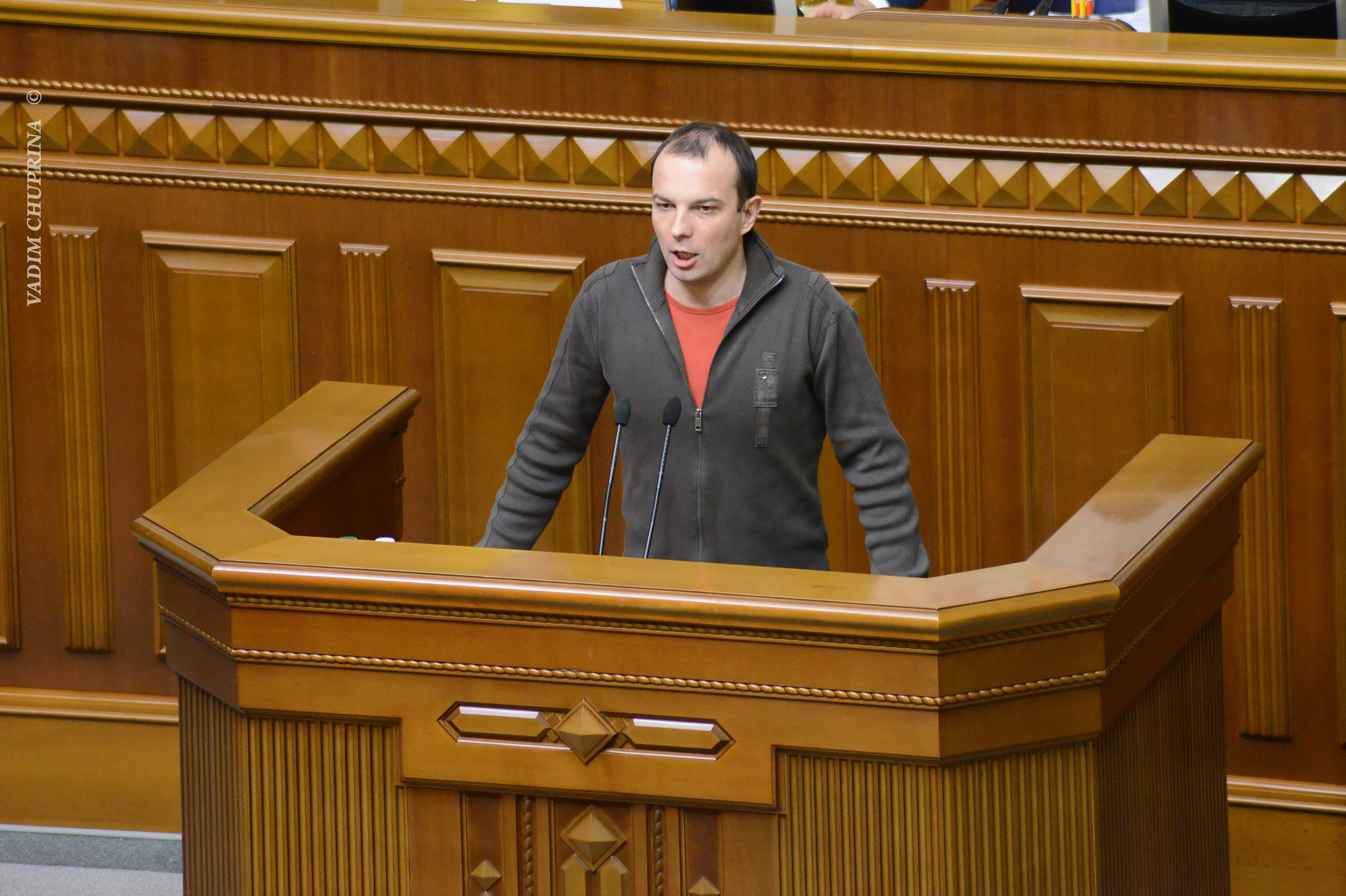
У Верховній Раді України, 2015

На парламентських виборах 2014 року Соболєв балотується у народні депутати України за списком політичної партії Самопоміч. Партія отримала 10,97 % голосів.
У Верховній Раді України VIII скликання Соболєв був призначений головою парламентського комітету з питань запобігання і протидії корупції. На першому засідання комітету були ухвалені правила задля повної відкритості та підзвітності його роботи. На сайті комітету публікувалися анонси засідань, ухвалені рішення та стенограми дискусій. Двері комітету були відчинені для експертів, громадськості і медіа. Соболєв запровадив практику оприлюднення інформації про депутатів-прогульників засідань комітету.
У грудні 2014 року запросив до комісії з проведення конкурсу на зайняття посади директора Національного антикорупційного бюро України Джованні Кесслера, керівника групи з протидії відмивання коштів в ЄС. Його підтримала фракція «Самопоміч».
У грудні 2014-лютому 2015 року очолив робочу групу з розробки про незалежність Національного антикорупційного бюро та Спеціалізованої антикорупційної прокуратури. Цей Закон надав САП автономію від Генпрокуратури, позбавив Парламент права висловлювати недовіру директору НАБУ, заснував інститут детективів і встановив їм та прокурорам антикорупційної прокуратури високі зарплати. Також законом було покладено на посадовців обов'язок доводити легітимність їхнього майна. Неспроможність це зробити були визнана злочином під назвою «Незаконне збагачення». Закон дозволив конфісковувати в засуджених посадовців усе таке майно.
З березня по жовтень 2015 року очолив робочу групу з розробки та проведення про відкритість інформації про власників нерухомості, землі, та автомобілів.
У цей самий період у комітеті був підготовлений та узгоджений з Урядом Арсенія Яценюка закон про протидію політичній корупції. Цим законом було запроваджено фінансування партій за рахунок платників податків та відкриті звітність про витрати партій.
6 квітня 2015 року виступив співавтором закону про декомунізацію.

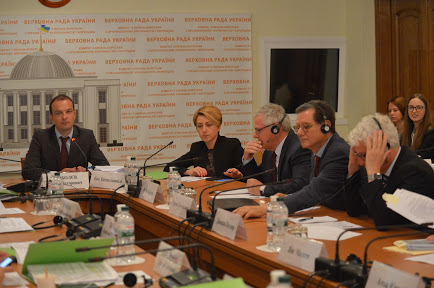
Робота в комітеті, 2016

У травні-липні 2015-го разом з Міністерством юстиції Соболєв розробив та провів закон про повноту майбутніх е-декларацій. Тепер всі посадовці повинні декларувати не лише офіційно зареєстроване на них майно, а й все, що записано на інших, але фактично перебуває в їхньому розпорядженні, плюс так звані «недобудови».
У січні-жовтні 2016 року Соболєв активно протидіяв спробам переписати закон «Про протидію корупції», щоб запобігти черговій спробі відкласти запровадження системи відкритості майна посадовців — е-декларування. Задля прикладу першим заповнив електронну декларацію. В результаті запровадження е-декларування для суспільства були відкриті декларації більше як 100 тис. посадовців, включаючи всіх високопосадовців. Інформація шокувала суспільство.
За ініціативою Соболєва при комітеті була утворена Рада громадських експертиз, завдання якої: «залучати бізнес, ГО, аналітичні центри до аналізу на корупціогенність кожного законопроєкту, що розглядатиметься Парламентом». Фінансував раду Міжнародний Фонд "Відродження". За допомогою цієї ради комітет під головуванням Соболєва до грудня 2017 року виявив корупціогенні норми у 383 законопроєктах. Жодна з таких норм не стала законом.
У грудні 2017 року депутати від «Блоку Петра Порошенка», «Народного фронту», «Опозиційного блоку», «Радикальної партії» проголосували за звільнення Соболєва з посади голови комітету. У зборі голосів для цього брав участь Порошенко. Відповідно до тексту рішення, Соболєв відкликаний у зв'язку з незадовільною роботою на посаді голови комітету та порушення обов'язків. Сам Соболєв пояснив звільнення бажанням зламати утворене за його допомогою антикорупційне законодавство, зокрема, ліквідувати незалежність НАБУ. Після голосування громадські активісти запустили у соцмережах флешмоб #ДякуюЄгоре.
Запровадив практику звітування за голосування після кожного парламентського тижня.

### Антикорупційний суд
Восени 2016 року Соболєв разом з Оксаною Сироїд, Анастасією Красносільською, Тетяною Хутор, Дариною Калинюк та Мартиною Богуславець розробив проєкт закону про творення Антикорупційного суду.
Ідея передбачала повну незалежність спеціалізованого суду у справах підслідних Національним антикорупційним бюро України та Спеціалізованою антикорупційною прокуратурою. Також, підбір суддів за участі представників держав, які допомагають Україні боротись з корупцією.
Для швидшого проведення закону, його автором-розробником запропонували виступити Петру Порошенку. Президент впродовж двох місяців не давав відповіді.
1 лютого Соболєв зареєстрував законопроєкт разом з Оксаною Сироїд, Іваном Крульком, Мустафою Найємом, Сергієм Лещенком та Світланою Заліщук.
До літа 2017 спікер Андрій Парубій не виносив проєкт на голосування мотивуючи це відсутністю підтримки в залі.
Після цього Парубій звернувся з проханням оцінити проєкт до Венеціанської комісії. Венеціанська комісія назвала доброю основою для творення Антикорупційного суду, але зауважила, що автором краще виступити Президенту, який отримав виключне право ініціювати утворення судів.
Соболєв разом з народними депутатами Семеном Семенченком та Павлом Костенком, «Рухом нових сил» Міхеіла Саакашвілі, громадським рухом «Чесно», Автомайданом та Центром протидії корупції організував акцію 17 жовтня під Верховною Радою України. Однією з цілей якої було створення Антикорупційного суду. Оскільки депутати відмовились задовольнити вимоги мітингарів, активісти «Руху нових сил» і Руху «Визволення» зробили два наметових містечка під Верховною Радою України. Табір «Руху нових сил» простояв до грудня, Руху «Визволення» до 3 березня, коли наметове містечко було жорстоко розігнано за вказівкою Арсена Авакова.
1 березня 2018 року законопроєкт було ухвалено в першому читанні.
7 червня 2018 закон було ухвалено остаточно.
Важливу роль зіграла позиція Міжнародного валютного фонду, ЄС та Світового банку, які заморозили фінансування України до утворення Антикорупційного суду.
В оприлюдненому за підписом Президента тексті йдеться про те, що усі справи Антикорупційного бюро і Антикорупційної прокуратури, які будуть передані до нинішніх судів до утворення Антикорупційного суду, будуть оскаржуватися у звичайних апеляційних судах, а не в апеляційній палаті Антикорупційного суду.  Парламент за це не голосував, про що Центр протидії корупції та Соболєв заявили після оприлюднення закону.

### Політичні ініціативи

#### Відмова від пільг
Соболєв відмовився від пільг, медичного обслуговування у лікарні «Феофанія», користування службовим автомобілем, компенсації витрат на проїзд. Під час дискусій у Верховній Раді щодо скасування віз для українців у ЄС, відмовився від дипломатичного паспорта, поки візи не були скасовані для всіх громадян.

#### Звільнення генпрокурорів
У січні 2015 року Соболєв ініціював відставку Генерального прокурора України Віталія Яреми і організував збір підписів народних депутатів.] За три тижні, 6 лютого, Віталій Ярема подав президенту заяву про звільнення і був звільнений.

#### Перехід до опозиції
У червні 2015 року одним з перших депутатів всередині парламентської фракції Самопоміч почав наполягати на переході до опозиції через збереження та прикриття топ-корупції лідерами двох найбільших партій парламентської більшості Петром Порошенком та Арсенієм Яценюком. У лютому 2016 політрада, провід та парламентська фракція «Самопомочі» ухвалили рішення про перехід до опозиції.

#### Захист люстраційного законодавства
У грудні 2014 року разом з міністром юстиції Павлом Петренком, народними депутатами Леонідом Ємцем та Георгієм Логвінським переконав Венеційську комісію не засуджувати український Закон «Про очищення влади».
У квітні 2015-березні 2016 року від імені Верховної Ради захищав закон «Про очищення влади» у Конституційному суді.
У квітні 2015 року разом з Громадським люстраційним комітетом відкрив онлайн-реєстр осіб, що підлягають люстрації. Реєстр було створено як інструмент для допомоги журналістам та громадянам для звільнення осіб, що підпадають під критерії Закону, та недопущення їх повернення на державні посади протягом 10 років. На сьогодні реєстр став найбільшим джерелом інформації про осіб, що намагаються уникнути люстрації.

#### Боротьба проти фальсифікацій виборів у Кривому Розі

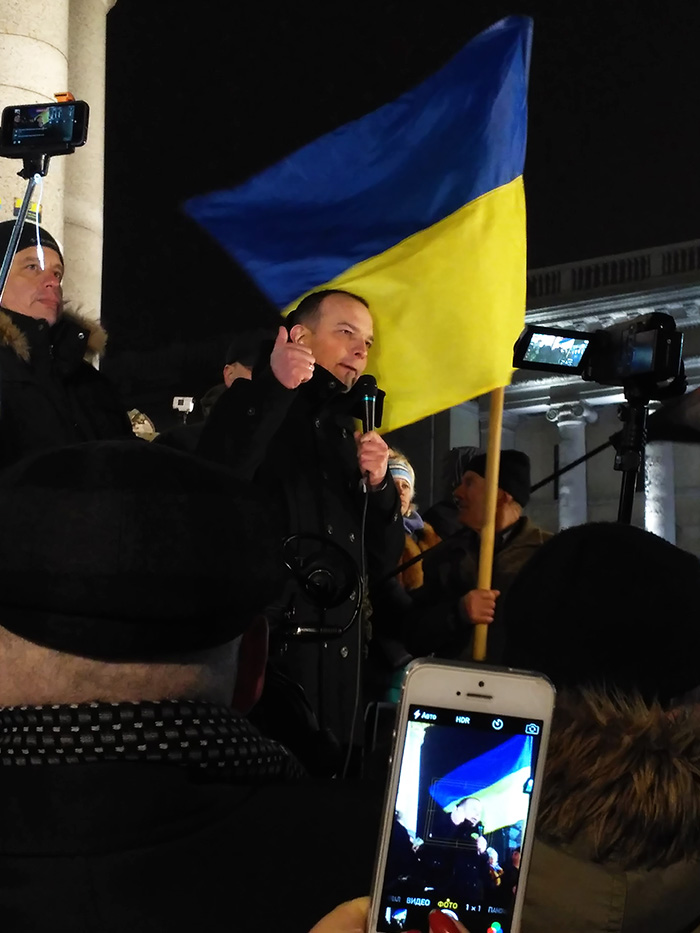
«Блокадне віче», Київ, 20 лютого 2017

Після фальсифікацій у листопаді 2015 року виборів мера Кривого Рогу на користь Юрія Вілкула разом з Семеном Семенченком та іншими депутатами партії «Самопоміч» підтримав акції протесту, які влаштували місцеві мешканці.
22 грудня 2015 Верховна Рада розглядала резонансні законопроєкти, в тому числі про зміни Конституції в частині правосуддя. Цього дня Соболєв привів до стін парламенту групу протестувальників за перевибори у Кривому Розі та намагався змусити охорону пропустити натовп до приміщення. Лист на перепустку для активістів та журналістів Кривого Рогу було підготовлено фракцією «Об'єднання „Самопоміч“» за добу, проте охорона будівлі відмовилася пускати зазначених в листі осіб. Через напругу, яка склалася при небажанні пропускати активістів до кулуарів, Єгор Соболєв агресивно штовхався і викрикував нецензурні слова. Соболєв не відмовився вибачатися за інцидент з погрозами, хоча і був освистаний народними депутатами.
Після 5 тижнів боротьби учасники протестів домоглися рішення Верховної Ради України про призначення нових виборів у березні 2016 року.

#### Блокада торгівлі з окупованими територіями
У січні-березні 2017 брав особисту участь у блокаді торгівлі з ОРДЛО, був одним з ініціаторів розробки відповідного законопроєкту. Під час мітингу 19 лютого 2017 потрапив у сутичку з поліціянтами. У березні 2017 заборона торгівлі з окупованими територіями була санкціонована рішенням Ради національної безпеки та оборони.

#### Акція «За велику політичну реформу»

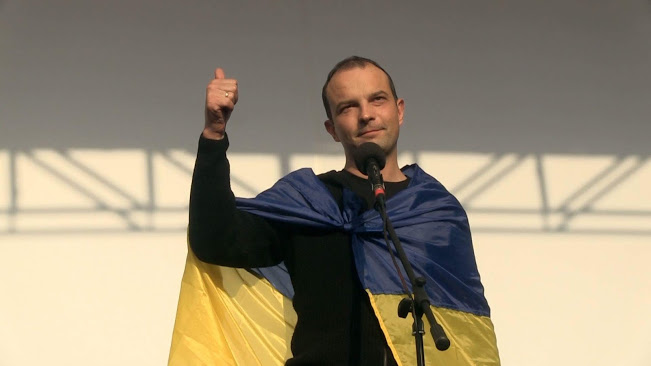
На акції «За велику політичну реформу», 2017

17 жовтня 2017 року Єгор Соболєв був одним з організаторів акції під Верховною Радою України за «Велику політичну реформу».
Демонстранти висунули три ключові вимоги: 1. Створення незалежного антикорупційного суду. 2. Скасування депутатської недоторканності. 3. Перехід до виборів Парламенту за відкритими списками партій. Коли більшість народних депутатів відмовилися голосувати за ці рішення, демонстранти створили наметовий табір на Грушевського та відбили спробу витіснити їх. Організатори та захисники табору-воїни добровольчих батальйонів та Збройних Сил України, які повернулися з фронту, організували рух «Визволення» та обрали Соболєва його лідером.
Акція тривала 137 днів, після чого 3 березня 2018 року спецпризначенці за наказом Арсена Авакова розігнали наметове містечко.

#### Вихід з партії «Самопоміч»
9 квітня 2019 року Єгор Соболєв написав заяву щодо виходу з партії «Самопоміч». Соболєв пішов через розбіжності з керівництвом партії в очищенні від тих, хто піддається корупції та іншим спокусам у владі. Проте, Соболєв на прохання фракції, залишився у її складі до кінця каденції роботи Верховної Ради.
23 квітня 2019 року Соболєв повідомив про створення нової політичної партії. Він оголосив про пошук дієвих і принципових людей, які за Україну і проти корупції одночасно.
Соболєв запросив людей долучатися до розробки етичного кодексу та назви нової політичної сили.

### Підтримка Олега Сенцова
У червні 2018 приєднався до бойкоту телеканалу NewsOne через висловлювання його власника Євгена Мураєва про ув'язненого у Росії українського режисера Олега Сенцова.

### Критика

#### Звинувачення у російському громадянстві
12 вересня 2014 року народний депутат (VII скликання) від партії «Свобода» Юрій Михальчишин направив депутатське звернення міністру МВС Авакову щодо законності набуття Соболєвим громадянства України 2003 року і можливої наявності російського громадянства до кінця 2004 року. За даними автобіографії Соболєва, він отримав українське громадянство 2004 року.

#### Бійка в Раді
12 лютого 2015 року Соболєв у кулуарах ВРУ побився з депутатом від партії Батьківщина Вадимом Івченком. Соболєв пояснив це тим, що Івченко переконував голосувати фракцію Самопоміч за законопроєкт, який дозволяв поділити державну землю депутатам від Партії регіонів та «Батьківщини», які зберігали на той момент більшість у місцевих радах.

#### Звинувачення Вищої ради юстиції та Ради суддів
У лютому 2015 року Вищий адмінсуд України та Рада суддів України звинуватили Соболєва в тиску і погрозах суддям фізичною розправою. Підставою став коментар Соболєва у справі про люстрацію: «Якщо не буде виграна справа, судді будуть вилітати з вікон». Соболєв заявив, що таким чином він протестував проти повернення на посаду люстрованого прокурора.
У вересні 2015 року Вища рада юстиції звинуватила Соболєва у погрозах, які були сприйняті як спроба тиску та неправомірного втручання в здійснення конституційних повноважень. Це сталося після протестів Соболєва щодо збереження на посадах суддів, які санкціонували репресії проти учасників Євромайдану.

#### Звинувачення Матіоса
У квітні 2017 року заступник генпрокурора головний військовий прокурор Анатолій Матіос звинуватив Соболєва в підробці військової облікової справи: "…в одному з військкоматів Києва було сформовано військову облікову справу громадянина України, який у разі війни повинен бути покликаний на службу… У переліку військових спеціальностей немає такого поняття, як «військовий журналіст». Але в обліковій справі громадянина Зіміна, він же Соболєв, були внесені зміни шляхом підробки військової облікової справи, де було написано «військовий журналіст», — сказав Матіос.
Соболєв спростував цю інформацію, опублікувавши фотокопію довідки з військомату Шевченківського району Києва, де його поставили на облік як «оператора ЕОМ» 2005-го.

## Кар'єра програміста
У жовтні 2019 року почав вивчати програмування, у квітні 2020 року приєднався до стартапу Data Ocean, який став технічним партнером Центру протидії корупції у підтриманні реєстру публічних діячів.

## Участь у територіальній обороні
У червні 2021 року пройшов військові збори у складі однієї з бригад ЗСУ, отримав військову спеціальність «стрілець». У серпні 2021 року уклав контракт з підрозділом територіальної оборони.

## Особисте життя
Перший раз був одружений в 2001 році. Проживає з другою дружиною та трьома дітьми у Києві. Також має дачу в селі Горбовичі Києво-Святошинського району Київської області.
Дружина — українська телеведуча Марічка Падалко. Виховують трьох дітей: Михайло (2007), Марія (2008), Катерина (2010). Також Соболєв має дочку від першого шлюбу Алісу (2002).